# Новоєлизаветівка (Ровеньківський район)
Новоєлизаве́тівка — село в Україні, в Хрустальненській міській громаді Ровеньківського району Луганської області. Населення становить 7 осіб. Орган місцевого самоврядування — Міусинська міська рада.
| Україна | Це незавершена стаття з географії України. Ви можете допомогти проєкту, виправивши або дописавши її. |